# Lukovištia
Lukovištia (in ungherese: Kőhegy) è un comune della Slovacchia facente parte del distretto di Rimavská Sobota, nella regione di Banská Bystrica.
Nel paese si trova la casa natale di Ivan Krasko con una lapide commemorativa apposta nel 1956 e la sepoltura con il cippo funebre (1965) e un monumento (1966), opera di Alina Ferdinandy.